# Jardin des Muses où se voyent les fleurs de plusieurs agréables poésies
Jardin des Muses où se voyent les fleurs de plusieurs agréables poésies, ou Jardin des Muses, est une anthologie poétique réalisée par Pierre Guillebaud et publiée en 1643 par l'éditeur Antoine de Sommaville.
Ce recueil comprend des poètes du XVe siècle (Du Bellay, Marot, Ronsard, etc.) jusqu'au début du XVIIe siècle, avec des poésies de Tristan L'Hermite, Jacqueline Pascal, Scudéry, Malherbe, etc.